# Pertactina

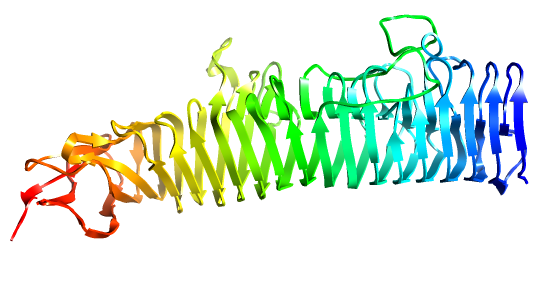
Estructura 3D de la pertactina.

La pertactina (PRN) es una proteína de 69 KDa, altamente inmunogénica y uno de varios factores de virulencia de la bacteria Bordetella pertussis, el agente causal de la tos ferina. Específicamente, la PRN es una proteína de membrana que promueve, junto con la hemaglutinina filamentosa, la adhesión celular a las células epiteliales de la tráquea. La unión de la pertactina bacteriana se realiza por interacción de una secuencia tri-peptídica dentro de la PRN de secuencia Arg-Gly-Asp (RGD), y un receptor en la superficie de las células diana llamada integrina.
Una de las vacunas acelulares usadas como refuerzo en contra de la tos ferina está constituida por una forma purificada de la pertactina, otras toxinas y constituyentes celulares de la bacteria.